# Raymond Borderie
Raymond Jean Charles Borderie (* 30. März 1897 in Paris, Frankreich; † 12. Juli 1982 ebenda) war ein französischer Filmproduzent.

## Leben und Wirken
Borderie startete seine filmische Laufbahn 1923 in der Werbeabteilung der Pariser Filiale von Paramount Pictures. 1932 gründete er seine erste Filmproduktionsfirma, die auf die Herstellung von Kurzfilmen spezialisierte Compagnie des Grands Artistes Internationaux. In dieser Funktion lernte er in Paris bereits Mitte der 1930er Jahre Max Ophüls kennen, der für Borderies Gesellschaft zwei Kurzfilme inszenierte. Seinen Einstand als Langfilmproduzent gab Raymond Borderie bereits 1933, als er im Auftrag von Pathé-Nathan eine frühe Tonfilmversion des Victor-Hugo-Klassikers Die Elenden herstellte. 1937 gründete er eine weitere Filmfirma, die Compagnie Industrielle et Commerciale Cinématographique. Zu diesem Zeitpunkt – Borderie war bereits 40 Jahre alt – begann er regelmäßig Kinospielfilme zu produzieren. Die Besetzung Frankreichs durch die deutsche Wehrmacht unterbrach seine filmischen Aktivitäten zunächst.
Mit dem nationale Werte und Größe beschwörenden, sich im Sinne der Staatsauffassung von Marschall Pétain patriotisch gebenden Kolonial-Epos Pontcarral nahm Borderie 1942 seine Arbeit wieder auf. Anschließend gelang ihm mit Marcel Carnés inszenatorischem Meisterwerk Kinder des Olymp, das er in seiner Funktion als Produktionschef der neugegründeten Société nouvelle Pathé Cinéma herstellte, ein großer persönlicher Triumph. Borderies kommerziell erfolgreichsten Filme entstanden jedoch erst nach 1945. Er produzierte behutsame Liebesgeschichten (Die Liebenden von Verona, Edouard und Caroline) und packende Dramen (Lohn der Angst) sowie Filme mit den 50er-Jahre-Publikumslieblingen und Kassenstars Gérard Philipe (Ein hübscher, kleiner Strand; Die Hochmütigen; Für ihn verkauf’ ich mich), Yves Montand (Lohn der Angst, Die Hexen von Salem), Jean Gabin (Der Engel, der ein Teufel war) sowie Jean Marais (Taifun über Nagasaki) und Eddie Constantine. Vor allem in den 1960er Jahren landete Raymond Borderie, der von Anbeginn als Förderer seines Sohnes, des Regisseurs Bernard Borderie (Constantines Im Banne des blonden Satans) gewirkt hatte, mit den von Bernard inszenierten Angélique-Filmen (1964–1968) enorme Kassenerfolge. 1970 zog sich Raymond Borderie ins Privatleben zurück.

## Filmografie
- 1933: Die Verdammten (Les Misérables)
- 1936: Valse brillante de Chopin (Kurzfilm)
- 1936: Ave Maria de Schubert (Kurzfilm)
- 1937: Ces dames aux chapeaux verts
- 1938: La petite chose
- 1938: Le révolté
- 1938: Education de prince
- 1939: Le duel
- 1939: Sixième étage
- 1942: Der Oberst des Kaisers (Pontcarral, colonel de l’empire)
- 1943: Port d’attache
- 1943: Je suis avec toi
- 1943/45: Kinder des Olymp (Les enfants du paradis)
- 1945: Bataillon du ciel
- 1946: In Teufels Krallen (Copie conforme)
- 1947: Die Festung der Fremdenlegion (Bethsabée)
- 1948: Ein hübscher, kleiner Strand (Un si jolie petite plage)
- 1948: Die Liebenden von Verona (Les amants de Vérone)
- 1949: Au grand balcon
- 1950: Deburau
- 1950: Miquette et sa mère
- 1951: Edouard und Caroline (Edouard et Caroline)
- 1951: Monsieur Fabre
- 1952: Lohn der Angst (Le salaire de la peur)
- 1953: Im Banne des blonden Satans (La môme vert-de-gris)
- 1953: Die Hochmütigen (Les orgueilleux)
- 1954: Serenade für zwei Pistolen (Les femmes s’en balancent)
- 1954: König der Wüste (Fortune carrée)
- 1954: Orientexpress (Orient Express)
- 1955: Gervaise
- 1956: Der Engel, der ein Teufel war (Voici le temps des assassins)
- 1956: Die Hexen von Salem (Les sorcières de Salem)
- 1956: Taifun über Nagasaki (Typhon sur Nagasaki)
- 1957: Morphium, Mord und kesse Motten (Ces dames préfèrent le mambo)
- 1958: In die Falle gelockt (Délit de fuite)
- 1959: Wölfe in der Tiefe (I lupi nell’abbisso)
- 1959: Für ihn verkauf’ ich mich (La fièvre monte à El Pao)
- 1960: Eddie geht auf’s Ganze (Comment qu’elle est!)
- 1961: Die drei Musketiere (Les trois musquetaires)
- 1961: Das ist nichts für kleine Mädchen (Lemmy pour les dames)
- 1962: Party mit 12 Pistolen (L'œil du monocle)
- 1963: Wie der Vater, so der Sohn (Bébert et l’omnibus)
- 1963: Meine Tage mit Pierre – meine Nächte mit Jacqueline (La vie conjugale)
- 1964: Ein toller Bobby dieser Flic (Allez France!)
- 1964: Die Versuchung heißt Jenny (Los pianos mecánicos)
- 1964: Angélique (Angélique, marquise des anges)
- 1965: Angélique, 2. Teil (Merveilleuse Angélique)
- 1965: Rendezvous der Killer (Pleins feux sur Stanislas)
- 1966: Angélique und der König (Angélique et le roy)
- 1966: Sonderdezernat C III Montmartre (Brigade anti-gangs)
- 1967: Die Zeit der Kirschen ist vorbei (Le grand dadais)
- 1967: Der eiskalte Engel (Le samouraï)
- 1967: Unbezähmbare Angélique (Indomptable Angélique)
- 1968: Angélique und der Sultan (Angélique et le sultan)
- 1968: Nachhilfestunden (La leçon particulière)
- 1969: La maison de campagne
- 1970: Des vacances en or